# EN 60601-1-11
Die EN 60601-1-11 mit dem Titel „Medizinische elektrische Geräte – Teil 1-11: Besondere Festlegungen für die Sicherheit einschließlich der wesentlichen Leistungsmerkmale - Ergänzungsnorm: Anforderungen an medizinische elektrische Geräte und medizinische elektrische Systeme für die medizinische Versorgung in häuslicher Umgebung“ ist Teil der Normenreihe EN 60601.
Herausgeber der DIN-Norm DIN EN 60601-1-11 ist das Deutsche Institut für Normung.
Die Norm basiert auf der internationalen Fassung IEC 60601-1-11. Im Rahmen des VDE-Normenwerks ist die Norm als VDE 0750-1-11 klassifiziert, siehe DIN-VDE-Normen Teil 7.
Diese Ergänzungsnorm regelt allgemeine Festlegungen für die Sicherheit, Prüfungen und Richtlinien für medizinische elektrische Geräte und medizinische elektrische Systeme für die medizinische Versorgung in häuslicher Umgebung.

## Gültigkeit
Aktuelle Ausgabe: DIN EN 60601-1-11:2016-04
Vorangegangene Ausgabe: DIN EN 60601-1-11:2011-03

## Anwendungsbereich
Die Norm gilt für medizinische elektrische Geräte oder Systeme, die
- in häuslicher Umgebung genutzt werden.
- mit oder ohne professionelle Überwachung benutzt werden.
- auch für die Benutzung in anderen Umgebungen bestimmt sind, z. B. für die klinische Umgebung.
- die häufig an Orten benutzt werden, wo die Spannung und die Sicherheitsmaßnahmen der elektrischen Installation nicht zuverlässig sind.
- die von Nicht-Pflegepersonal mit unterschiedlichen Stufen der Ausbildung überwacht werden.

## Zusatzinformation
Folgende Anforderungen sind in der EN 60601-1-11 enthalten (Auszug):
- raue Umgebung
- raue Behandlung
- Spannungsfestigkeit

Patienten und Anwender von Medizingeräten in der häuslichen Umgebung können die in der Norm vorgeschriebene Anforderung der Schutzklasse II auf dem Typenschild und in der Gebrauchsanweisung erkennen (Symbol: zwei konzentrisch ineinander liegende quadratische, schwarze Rahmen). Geräte mit der elektrischen Schutzklasse I (Symbol: schwarzer Kreis mit einem darin liegenden auf dem Kopf stehenden T mit zwei weiteren dazu parallel verlaufenden schwarzen Strichen darunter) entsprechen nicht mehr der Norm und sind damit nicht verkehrsfähig.